# Cemitério Judaico (Randegg)

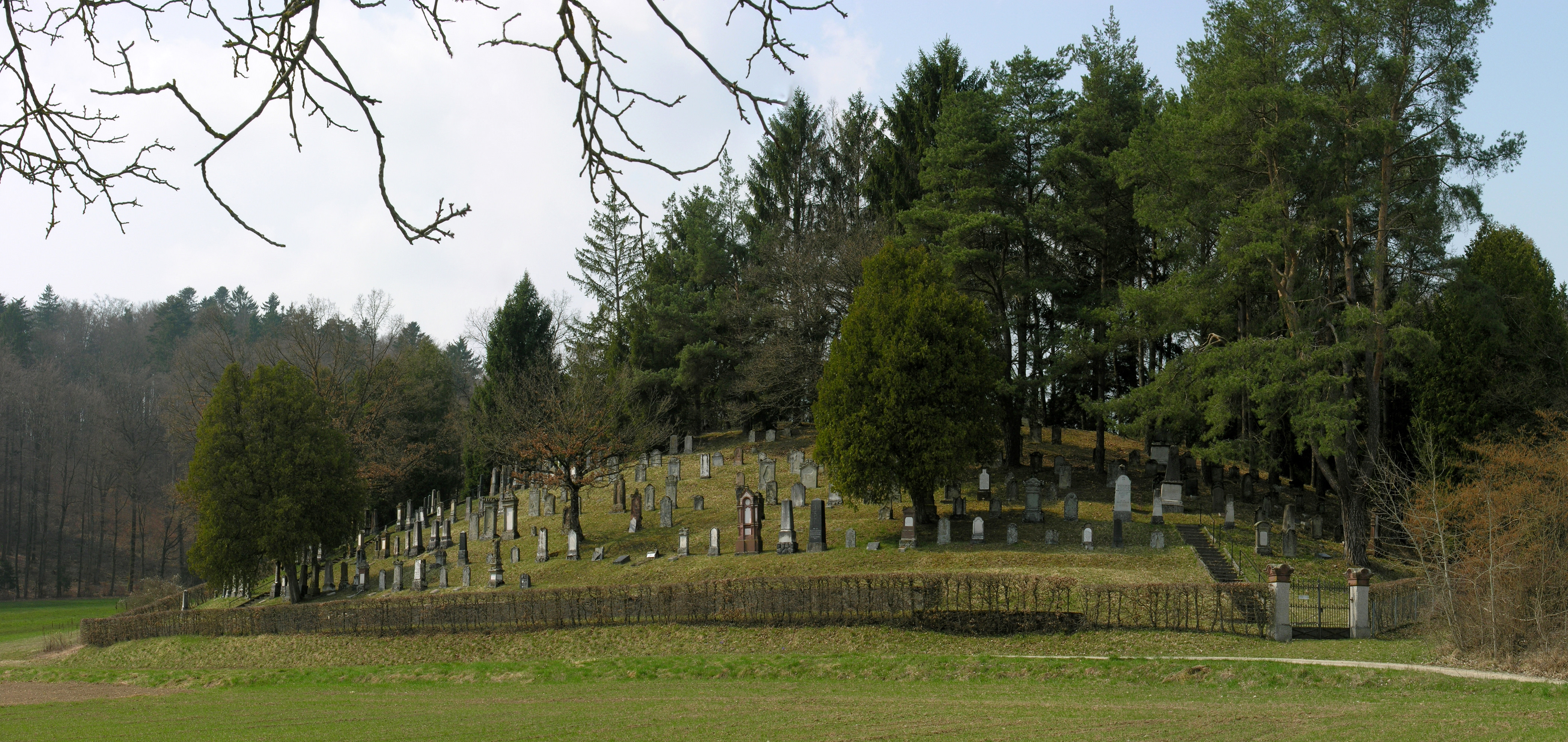
Vista geral com entrada

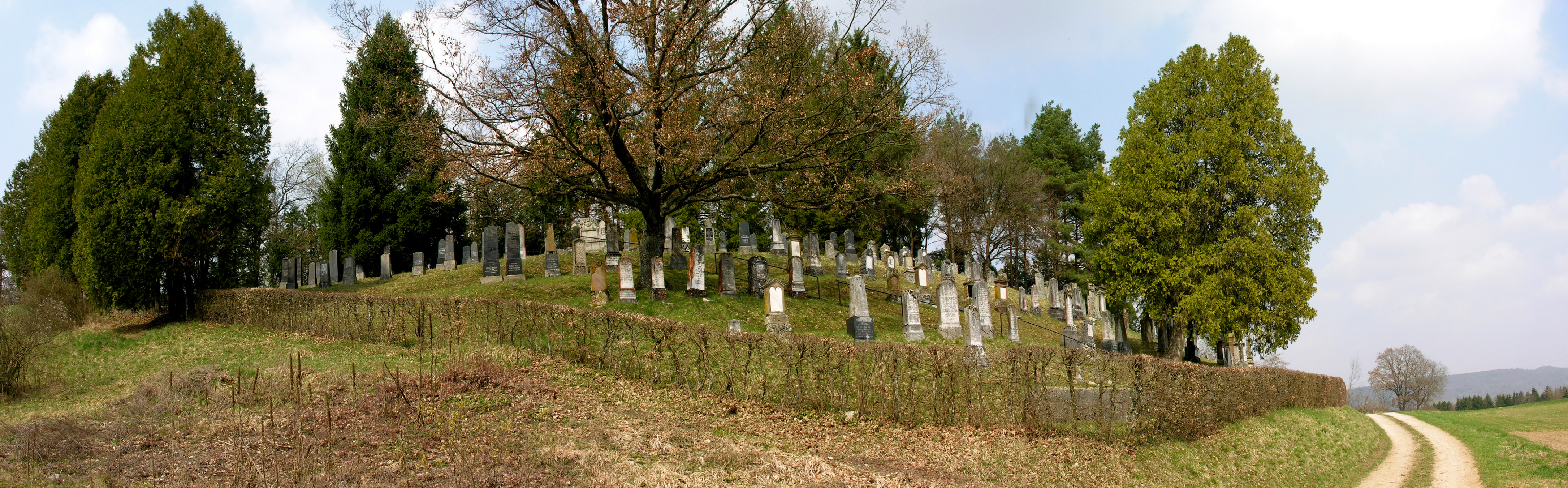
Cemitério Judaico

O Cemitério Judaico de Randegg em alemão:  Jüdische Friedhof Randegg) é um cemitério judaico em Randegg, um distrito do município de Gottmadingen, no município de Constança, em Baden-Württemberg. O cemitério é um monumento cultural protegido e está localizado no campo Flözler, perto da fronteira com a Suíça.

## História
A comunidade judaica em Randegg inicialmente enterrou seus mortos no Cemitério Judaico de Gailingen até 1746. Depois disso, um cemitério foi estabelecido com uma área de 75,15 ares. Atualmente ainda existem 330 Matzevas, a lápide mais antiga é de 1810 e o último enterro ocorreu em 1938.
O cemitério foi profanado em 1945, 1966, 1970 e 1986.